# Jan Lenica
Jan Lenica (Poznań, 1928. január 4. – Berlin, 2001. október 5.) lengyel plakáttervező, tervezőgrafikus és karikaturista.

## Munkássága
Diplomáját a Varsói Műszaki Egyetem építész tanszékén szerezte. Lenica részt vett Walerian Borowczyk néhány korai animációs filmjének elkészítésében is. 1963—1986-ig Franciaországban él és alkot, majd 1987-ben Berlinbe költözik és ott folytatja munkáját. Sok évig német középiskolákban oktatja a grafikát, a plakáttervezést és az animációt. 1979-ben Lenica lesz a Kasseli Egyetem animációs osztályának első professzora.
Animációi stop-motion technikára épülnek, melyekben papír kivágásokat mozgat. Ilyen technikával készült két ismertebb filmje, az Adam 2 (1968) és az Ubu et la grande gidoulle (1976-ból, de csak Franciaországban mutatták be 1979-ben).